# 정의 (후한)
정의(丁儀, ? ~ 220년)는 중국 후한 말 조조 휘하의 문신으로 자는 정례(正禮)이며 예주 패국 사람이다. 후계자로 조식을 밀면서 중신들을 무고하였다. 조비가 위나라 왕위를 잇자 멸족당하였다.

## 생애
건안칠자에 미치지는 못했지만 문장이 아름다웠고 아버지 정충(丁沖)이 조조와 매우 친했다. 조조는 장녀 청하공주를 정의에게 시집보내려 하였으나 삼남 조비가 “여자는 얼굴을 보는데 정의는 애꾸눈이니 청하공주가 상심하지 않을까 걱정됩니다. 하후돈의 아들 하후무가 더 낫습니다.”라고 하므로 그렇게 하였다. 이윽고 조조가 정의를 서조연(西曹掾)으로 삼아 여러 대화를 한 후에야 “정의는 훌륭한 선비이니 만약 장님이었다 해도 내 사위가 되었어야 했다. 내 아들이 그르쳤구나!”라고 후회함과 동시에 정의의 재주와 활달함을 칭찬하였다.
정의도 이 일을 한스럽게 여기고는 동생 정이(丁廙)와 함께 임치후(臨菑侯) 조식과 가까이 지내며 그를 조비 대신 태자로 밀었다. 위진도 회유하려고 하였으나 거절당하였고 동조연 모개와 서혁(徐奕)은 강직하여 야합하지 않았다. 이에 자주 모함하니 끝내 최염은 죽게 만들고 모개는 관직을 잃었으며 서혁은 위군태수로 좌천되었다. 그러나 결국 태자 자리는 조비가 거머쥐었고 220년(연강 원년)엔 아예 위나라 왕위를 이으면서 정의는 우자간연(右刺姦掾)으로 좌천되었다. 목숨에 위협을 느낀 정의는 조비의 가장 친한 친구인 중령군(中領軍) 하후상에게 거듭 머리를 조아리며 구해달라고 빌었다. 하후상이 눈물까지 흘리며 정의를 살려줄 것을 조비에게 청했지만 하옥됐다가 죽었다. 이때 동생 정이와 다른 남자 일족도 모두 죽었다.

## 일화
《삼국지》의 저자인 진수가 정의의 아들에게 그 아버지의 열전을 써주는 대신 1000곡(斛)의 쌀을 달라고 요구했으나 거절당하자 쓰지 않았다는 이야기가 있다. 그러나 진수는 233년생이고 정의 일족은 220년에 멸족했으므로 사실이 아니다.

## 가계
- 아버지 : 정충
  - 동생 : 정이

## 같이 보기
- 삼국지 인물 목록

## 참고 문헌
- 어환(魚豢), 《위략》 ; 배송지 주석, 《삼국지》19권 위서 제19 진사왕식에서 인용